# Zhang Chunhua
En aquest nom xinès, el cognom és Zhang.
Zhang Chunhua (189 - 247) va ser l'esposa del general de Cao Wei, Sima Yi, durant el període dels Tres Regnes de la història xinesa. Ella era coneguda per ser intel·ligent i capaç, però de vegades despietada també.

## Biografia
Sima Yi inicialment va refusar de servir al senyor de la guerra Cao Cao, mentint amb el fet que es trobava malalt; i restant a la casa. Un dia, mentre Sima hi era assecant els seus llibres sota el Sol, hi va haver un sobtat arruixat. Sima de seguida va sortir corrent per recuperar els llibres, i va ser vist per una criada. La criada creia que Sima s'havia recuperat de la malaltia i s'ho va informar a Zhang. Zhang estava preocupada amb el fet que la serventa filtrés que Sima es trobava perfectament bé, així que la va assassinar per silenciar-la. Des de llavors ella personalment va preparar tots els àpats per la seva família i el seu marit va quedar molt impressionat amb ella.
En els seus últims anys, Sima Yi va començar a mostrar preferència cap a la seva concubina la Dama Bai (柏夫人) i tot just passava temps amb Zhang. Un dia, Sima va caure malalt i Zhang el va visitar. Aleshores Sima li va dir, "Velleta, el teu aspecte és repugnant. Per què has de molestar-te en visitar-me?" Zhang es va emprenyar molt i amenaçà de morir-se de fam, obligant als seus fills d'unir-se a la dita vaga. Sima s'esverà d'això i es va disculpar immediatament, fent disminuir conseqüentment la ira de Zhang. Després d'aquest incident, Sima li va confessar a la Dama Bai, "La vella aquesta no és digna de llàstima. En realitat, jo estava preocupat pels meus fills!"
Zhang va faltar en el 247 a l'edat dels 59 anys. A conseqüència Sima Yi va fingir apesarar-se profundament per la seva mort i va demanar permís de l'emperador Cao Fang per retirar-se dels assumptes de l'estat, amb l'excusa que ell volia plorar la mort de la seva esposa. Sima es va quedar reclòs en la seva casa durant dos anys fins que va prendre el poder del regent Cao Shuang amb un colp d'estat, conegut com l'Incident a les Tombes Gaoping.
En el 265, durant el regnat de l'últim emperador de Cao Wei, Cao Huan, a Zhang se li va concedir títol a nom pòstum de "Concubina Xuanmu" (宣穆妃). No molt de temps després, el net de Sima Yi, Sima Yan, va establir la Dinastia Jin i va ser conegut com l'Emperador Wu de Jin. L'Emperador Wu va honrar de forma pòstuma a Zhang com l'"Emperadriu Xuanmu" (宣穆皇后).

## Família
- Pare: Zhang Wang (張汪), va servir com Prefecte de Suyi a Cao Wei
- Mare: la Dama Shan (山氏), bes-tia de Shan Tao
- Espòs: Sima Yi
- Fills:
  - Sima Shi
  - Sima Zhao
  - Sima Gan (司馬榦)
  - Princesa Nanyang (南陽公主), nom personal desconegut